# Zgornje Bitnje
Zgornje Bitnje je naselje u slovenskoj Općini Kranju. Zgornje Bitnje se nalazi u pokrajini Gorenjskoj i statističkoj regiji Gorenjskoj. 

## Stanovništvo
Prema popisu stanovništva iz 2002. godine naselje je imalo 1,228 stanovnika.